# Кадастровий квартал

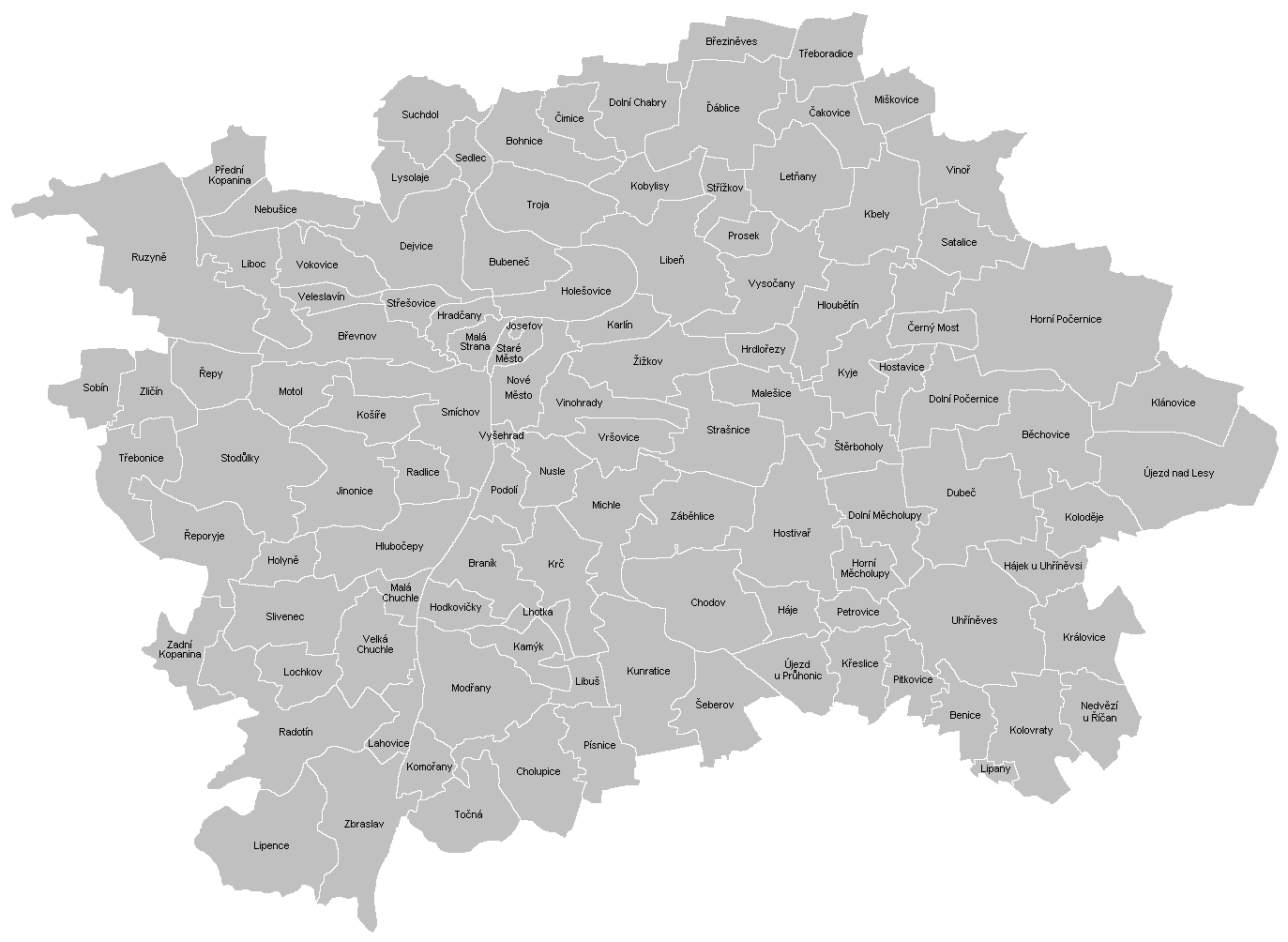
Кадастрові громади Праги

Кадастровий кварта́л — компактне об'єднання земельних ділянок у населеному пункті, яке обмежене інженерними спорудами або природними межами. Сукупність кварталів у населеному пункті об'єднується у кадастрову зону.
Номер кадастрового кварталу, у якому розташована земельна ділянка, є складовою частиною кадастрового номера земельної ділянки.
Квартал — це найменша одиниця кадастрової зони. В кадастровий квартал можуть входити невеликі населені пункти, квартали міської або селищної забудови та інші обмежені природними і штучними об'єктами території. Наприклад, у Празі відомими кадастровими кварталами є Нове місто, Старе місто, Карлін, Жижков, Виногради, Нусле, Вишеград.
Закон України «Про Державний земельний кадастр» дає таке визначення: «Кадастровий квартал — компактна територія, що визначається з метою раціональної організації кадастрової нумерації та межі якої, як правило, збігаються з природними або штучними межами (річками, струмками, каналами, лісосмугами, вулицями, шляхами, інженерними спорудами, огорожами, фасадами будівель, лінійними спорудами тощо)».